# Ignace Matondo
Ignace Matondo Kwa Nzambi, né le 12 avril 1932 à Bwamanda/Yakamba dans la province de l'Équateur (Congo belge) et décédé le 9 septembre 2011 à Kinshasa, est un prêtre religieux scheutiste congolais. Il fut l' évêque catholique de Basankusu puis de Molegbe.

## Biographie

### Famille et formation
Ignace Matondo Kwa Nzambi, dont la famille est originaire du Congo central et de l'Angola, a d'abord étudié au séminaire de Kabwe. À partir du 8 septembre 1958, il intègre la communauté religieuse de la Congrégation du Cœur Immaculé de Marie (CCIM) et suit des études au scolasticat de Scheut et de Jambes en Belgique. Il soutient une thèse de doctorat en sociologie sur les jeunes délinquants de la capitale italienne à l’université pontificale grégorienne de Rome.  
Son patronyme Matondo Kwa Nzambi signifie en langue kikongo "gratitude ou merci au Seigneur".  

### Prêtre
Le 2 août 1964, Ignace Matondo reçoit à Rome l'ordination sacerdotale.  
En 1969, il rentre à Kinshasa et est nommé responsable de la pastorale des jeunes de l'archidiocèse de Kinshasa. Il est également vicaire et aumônier de la paroisse Saint-Pierre de Kasa-Vubu. En tant que curé de la paroisse Saint-Alphonse de Matete, il a fondé le mouvement « Initiation traditionnelle négro-africaine ».   
En 1974, le mouvement de la jeunesse catholique Bilenge ya Mwinda (les jeunes de la lumière en lingala ou Vijana wa Mwanga en swahili) est né, afin d'éduquer les jeunes à faire rayonner la lumière du Christ selon la sagesse initiatique bantoue. C'est également une réponse à la dégradation des mœurs causée par l'interdiction des mouvements des jeunes dans les églises notamment dans les églises catholiques, par le pouvoir du dictateur Mobutu Sese Seko.  
En 1975, il fonde la congrégation religieuse des Sœurs de Sainte Thérèse de l'Enfant Jésus de Basankusu.

### Évêque
Le 18 novembre 1974, le pape Paul VI nomme Ignace Matondo évêque de Basankusu. La consécration épiscopale lui est donnée par l'archevêque de Kinshasa, le cardinal Joseph-Albert Malula, le 13 avril de l'année suivante; Les co-consécrateurs sont Mgr Pierre Wijnants, MSC, archevêque de Mbandaka-Bikoro, et Mgr Louis Nganga Ndzando, évêque de Lisala. Le pape Jean-Paul II le nomme le 27 juin 1998 évêque de Molegbe. 
Le 23 mai 2007, le pape Benoît XVI accepte sa démission pour cause de limite d'âge, après 32 ans d’épiscopat. 
Affaibli par la maladie, il meurt le 9 septembre 2011 à Kinshasa à l'âge de 79 ans,. 